# Saison 3 de Ballers
Chronologie
Saison 2 Saison 4
Cet article présente le guide des épisodes de la troisième saison de la série télévisée américaine Ballers.

## Généralités
- Aux États-Unis, cette saison a été diffusée du 23 juillet 2017 au 24 septembre 2017 sur HBO.
- Au Canada, elle a été diffusée en simultanée sur HBO Canada.

## Distribution

### Acteurs principaux
- Dwayne Johnson (VF : Gilles Morvan) : Spencer Strasmore
- John David Washington (VF : Namakan Koné) : Ricky Jerret
- Rob Corddry (VF : Jacques Bouanich) : Joe Krutel
- Omar Benson Miller (VF : Jean-Baptiste Anoumon) : Charles Greane
- Donovan W. Carter (VF : Christophe Peyroux) : Vernon Littlefield
- Troy Garity (VF : Philippe Bozo) : Jason
- London Brown (VF : Sidney Kotto) : Reggie
- Jazmyn Simon (VF : Laurence Mongeaud) : Julie Greane

### Acteurs récurrents
- Dulé Hill (VF : Mohad Sanou) : Larry Siefert, le GM des Miami Dolphins
- Anabelle Acosta (VF : Nathalie Bienaimé) : Annabella
- Taylor Cole : Stephanie Michaels
- Antoine Harris (en) (VF : Asto Montcho) : Alonzo Cooley
- Ella Thomas : Kara Cooley
- Taylour Paige : Theresa, la sœur de Jazmyn
- Richard Schiff (VF : Bernard Métraux) : M. Anderson
- Clifton Collins Jr. (VF : Diego Asensio) : Maximo Gomez
- Angelina Assereto : Angela Lee
- Terrell Suggs (VF : Frantz Confiac) : Terrell Suggs
- Robert Wisdom (VF : Günther Germain) : Dennis
- Andy Garcia (VF : Bernard Gabay) : Andre Allen
- Jay Glazer (VF : Patrick Messe) : Jay Glazer

## Épisodes

### Épisode 1:Petites graines d'expansion
- États-Unis /  Canada : 23 juillet 2017 sur HBO[1] / HBO Canada
- France : 24 juillet 2017 sur OCS City
- Québec : 15 août 2017 sur Super Écran

- États-Unis : 2,48 millions de téléspectateurs[2] (première diffusion)

### Épisode 2:Ce qui se passe à Las Vegas
- États-Unis /  Canada : 30 juillet 2017 sur HBO / HBO Canada
- France : 31 juillet 2017 sur OCS City
- Québec : 22 août 2017 sur Super Écran

- États-Unis : 2,58 millions de téléspectateurs[3] (première diffusion)

### Épisode 3:Dans la tronche
- États-Unis /  Canada : 6 août 2017 sur HBO / HBO Canada
- France : 7 août 2017 sur OCS City
- Québec : 29 août 2017 sur Super Écran

- États-Unis : 2,28 millions de téléspectateurs[4] (première diffusion)

### Épisode 4:Revanche sur la vie
- États-Unis /  Canada : 13 août 2017 sur HBO / HBO Canada
- France : 14 août 2017 sur OCS City
- Québec : 5 septembre 2017 sur Super Écran

- États-Unis : 2,48 millions de téléspectateurs[5] (première diffusion)

### Épisode 5:Tout se Ligue contre nous
- États-Unis /  Canada : 20 août 2017 sur HBO / HBO Canada
- France : 21 août 2017 sur OCS City
- Québec : 12 septembre 2017 sur Super Écran

- États-Unis : 2,36 millions de téléspectateurs[6] (première diffusion)

### Épisode 6:Je déteste New York
- États-Unis /  Canada : 27 août 2017 sur HBO / HBO Canada
- France : 28 août 2017 sur OCS City
- Québec : 19 septembre 2017 sur Super Écran

- États-Unis : 2,85 millions de téléspectateurs[7] (première diffusion)

### Épisode 7:Ricky-Leaks
- États-Unis /  Canada : 3 septembre 2017 sur HBO / HBO Canada
- France : 4 septembre 2017 sur OCS City
- Québec : 26 septembre 2017 sur Super Écran

- États-Unis : 990 000 téléspectateurs[8] (première diffusion)

### Épisode 8:Le tout pour le tout
- États-Unis /  Canada : 10 septembre 2017 sur HBO / HBO Canada
- France : 11 septembre 2017 sur OCS City
- Québec : 3 octobre 2017 sur Super Écran

- États-Unis : 930 000 téléspectateurs[9] (première diffusion)

### Épisode 9:Concurrence
- États-Unis /  Canada : 17 septembre 2017 sur HBO / HBO Canada
- France : 18 septembre 2017 sur OCS City
- Québec : 10 octobre 2017 sur Super Écran

- États-Unis : 930 000 téléspectateurs[10] (première diffusion)

### Épisode 10:Renégociations
- États-Unis /  Canada : 24 septembre 2017 sur HBO / HBO Canada
- France : 25 septembre 2017 sur OCS City
- Québec : 17 octobre 2017 sur Super Écran

- États-Unis : 990 000 téléspectateurs[11] (première diffusion)